# كوبا أمريكا 1979
أقيمت البطولة ما بين 10 يوليو و12 ديسمبر 1979، التغير في هذه البطولة أن البطل سيكون قاريًا ولن يتأهل على مستوى كأس العالم. وقد لعبت المباريات بنظام الذهاب والإياب. وكان حامل اللقب البيرو قد تأهل إلى نصف النهائي مباشرة.

## المجموعات
قسمت الفرق إلى ثلاث مجموعات، تتكون من ثلاثة فرق لكل منها. لعب كل فريق مرتين (ذهابًا وإيابًا) ضد الفرق الأخرى في المجموعة. نقطتين للفائز ونقطة للتعادل، ولا شيء للخسارة. الأول على كل مجموعة يتأهل إلى الدور نصف النهائي.